# 충청북도의회의원 목록
다음은 충청북도의회의원 35명 명단이다.

## 의원 목록
| 선거구            | 이름   | 소속정당     | 관할구역                                                                                   | 비고 |
| ----------------- | ------ | ------------ | ------------------------------------------------------------------------------------------ | ---- |
| 청주시 제1선거구  | 이동우 | 국민의힘     | 상당구 낭성면, 미원면, 가덕면, 남일면, 문의면, 용암2동                                     |      |
| 청주시 제2선거구  | 최정훈 | 국민의힘     | 상당구 중앙동, 성안동, 탑·대성동, 금천동, 용담·명암·산성동                                 |      |
| 청주시 제3선거구  | 김정일 | 국민의힘     | 상당구 영운동, 용암1동                                                                     |      |
| 청주시 제4선거구  | 박지헌 | 국민의힘     | 서원구 남이면, 현도면, 산남동, 분평동                                                      |      |
| 청주시 제5선거구  | 이옥규 | 국민의힘     | 서원구 사직1동, 사직2동, 모충동, 수곡1동, 수곡2동                                          |      |
| 청주시 제6선거구  | 박재주 | 국민의힘     | 서원구 사창동, 성화개신죽림동                                                              |      |
| 청주시 제7선거구  | 임병운 | 국민의힘     | 흥덕구 오송읍, 강내면, 강서1동                                                             |      |
| 청주시 제8선거구  | 김성대 | 국민의힘     | 흥덕구 옥산면, 운천신봉동, 봉명2송정동, 강서2동                                            |      |
| 청주시 제9선거구  | 이상식 | 더불어민주당 | 흥덕구 복대1동, 봉명1동                                                                    |      |
| 청주시 제10선거구 | 박봉순 | 국민의힘     | 흥덕구 복대2동, 가경동                                                                     |      |
| 청주시 제11선거구 | 변종오 | 더불어민주당 | 청원구 내수읍, 북이면, 오근장동                                                            |      |
| 청주시 제12선거구 | 이의영 | 더불어민주당 | 청원구 오창읍                                                                              |      |
| 청주시 제13선거구 | 황영호 | 국민의힘     | 청원구 우암동, 내덕1동, 내덕2동                                                            |      |
| 청주시 제14선거구 | 김현문 | 국민의힘     | 청원구 율량사천동                                                                          |      |
| 충주시 제1선거구  | 조성태 | 국민의힘     | 주덕읍, 대소원면, 신니면, 노은면, 앙성면, 중앙탑면, 살미면, 수안보면                       |      |
| 충주시 제2선거구  | 이정범 | 국민의힘     | 용산동, 지현동, 호암직동, 달천동                                                           |      |
| 충주시 제3선거구  | 이종갑 | 국민의힘     | 교현안림동, 연수동, 교현2동                                                                |      |
| 충주시 제4선거구  | 김종필 | 국민의힘     | 금가면, 동량면, 산척면, 엄정면, 소태면, 성내충인동, 칠금금릉동, 목행용탄동, 문화동, 봉방동 |      |
| 제천시 제1선거구  | 김꽃임 | 국민의힘     | 봉양읍, 백운면, 송학면, 의림지동, 중앙동, 영서동, 용두동, 청전동                           |      |
| 제천시 제2선거구  | 김호경 | 국민의힘     | 금성면, 청풍면, 수산면, 덕산면, 한수면, 교동, 남현동, 신백동, 화산동                       |      |
| 보은군 선거구     | 박경숙 | 국민의힘     | 보은군 전역                                                                                |      |
| 옥천군 제1선거구  | 유재목 | 국민의힘     | 옥천읍                                                                                     |      |
| 옥천군 제2선거구  | 박용규 | 국민의힘     | 동이면, 안남면, 안내면, 청성면, 청산면, 이원면, 군서면, 군북면                             |      |
| 영동군 선거구     | 김국기 | 국민의힘     | 영동군 전역                                                                                |      |
| 증평군 선거구     | 박병천 | 더불어민주당 | 증평군 전역                                                                                |      |
| 진천군 제1선거구  | 임영은 | 더불어민주당 | 진천읍, 문백면, 백곡면                                                                     |      |
| 진천군 제2선거구  | 이양섭 | 국민의힘     | 덕산읍, 초평면, 이월면, 광혜원면                                                           |      |
| 괴산군 선거구     | 이태훈 | 국민의힘     | 괴산군 전역                                                                                |      |
| 음성군 제1선거구  | 이상정 | 더불어민주당 | 음성읍, 소이면, 원남면, 맹동면                                                             |      |
| 음성군 제2선거구  | 노금식 | 국민의힘     | 금왕읍, 대소면, 삼성면, 생극면, 감곡면                                                     |      |
| 단양군 선거구     | 오영탁 | 국민의힘     | 단양군 전역                                                                                |      |
| 비례대표          | 박진희 | 더불어민주당 | 충청북도 일원                                                                              |      |
| 비례대표          | 안치영 | 더불어민주당 | 충청북도 일원                                                                              |      |
| 비례대표          | 안지윤 | 국민의힘     | 충청북도 일원                                                                              |      |
| 비례대표          | 유상용 | 국민의힘     | 충청북도 일원                                                                              |      |

## 같이 보기
- 충청북도의회